# Brigade Normann

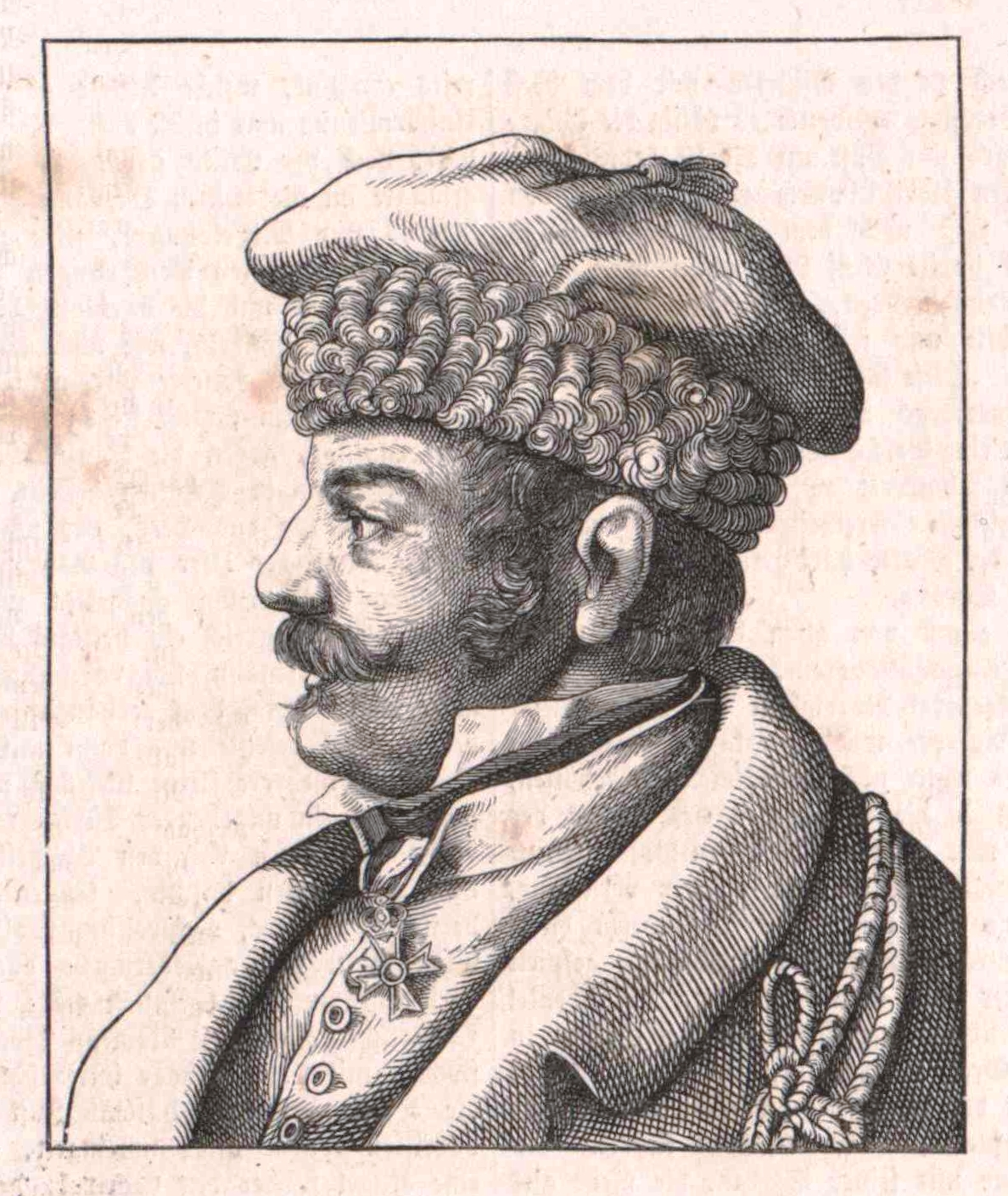
Karl von Normann-Ehrenfels

Die Brigade Normann war ein Verband des württembergischen Heeres im sechsten Koalitionskrieg auf Seiten Frankreichs gegen Russland/Preußen unter dem Kommando des Generalmajors Karl Graf von Normann-Ehrenfels. Sie wechselte am 18. Oktober 1813 auf die Seite der Koalition gegen Frankreich.

## Gliederung
Die Brigade Normann gehörte 1813 zum württembergischen Truppenkontingent unter Generalleutnant Graf Friedrich von Franquemont im französischen Heer. Nach der Schlacht bei Bautzen verlangte Napoleon weitere Truppen von Württemberg. Daraufhin wurden die Brigade Döring und die Brigade Normann nach Leipzig in Marsch gesetzt.
Die Brigade Normann bestand aus
- Leib-Chevauxlegers-Regiment Nr. 2 zu 4 Escadrons
- Jäger-Regiment zu Pferd Nr. 4 König[A 2] zu 4 Escadrons
- Reitende Batterie von Breithaupt mit vier 6-Pfünder-Kanonen und zwei 7-Zoll-Haubitzen.

Nach ihrer Ankunft in Leipzig am 9. Juli wurden beide Brigaden – getrennt von den übrigen württembergischen Truppen – direkt Napoleons Befehl unterstellt und dem 3. Kavallerie-Korps unter General Arrighi zugeteilt. Am 25. Juni kam die Brigade Normann als 25. Leichte Cavallerie-Brigade zum VI. Korps Marmont.

## Politischer Hintergrund
Württemberg hatte nach den Verlusten im Russlandfeldzug 1812 bereits im Oktober 1812, also noch vor der Rückkehr der Überlebenden, begonnen, neue Truppen aufzustellen und so im Frühjahr 1813 bereits wieder 11.617 Mann unter Waffen. Nach der Kriegserklärung Preußens an Frankreich stellte Württemberg wieder ein Kontingent für das französische Heer: die württembergische Division bildete zusammen mit der französischen Division Morand und einer italienischen Division das IV. Korps Bertrand und war an den Kämpfen bei Bautzen, Jüterbog, Euper, Dennewitz und Wartenburg beteiligt. In einem Geheimbefehl hatte König Friedrich Generalleutnant Graf Franquemont befohlen, bei einer Niederlage Napoleons nicht mit dessen Truppen über den Rhein zurückzugehen, sondern direkt ins Königreich zurückzukehren.

„1. Wäre es sache, daßden Theil der französischen Armee, wobei die Königlich württembergischenTruppen eingetheilt werden, beträchtliche nachtheilige Kriegsereignisse erleiden sollten und dadurch zum Rückzug gegen die Grenzen des Königreichs oder in deren Direction noch weiter rückwärts genöthigt würden, so wird der kommandierende general alles versuchen, um sich mit den königlichen Truppen, sowohl Cavalerie, Artillerie als Infanterie von dem rückziehenden Heere zu trennen und die Könuglichen Grenzen zu erreichen, sollten aber dieser Trennung vin Seiten des französischen Commandos unzubeseitigende Hinderniss in den Weg gelegt werden, so wird zwar das württembergische Corps bei der französischen Armee verbleiben, aber nur bis der Rückzug an den Rhein fortgesetzt wird, welchen die Königlichen Truppen in keinem Fall passieren dürfen.
2. Wenn dieser eben erwähnte Fall eintreten sollte, wird der commandierende General der französischen Behörden unumwunden erklären, daß ihn die bestimmten Befehle des Königs seines Herrn anweisen, unter keinerlei Bedingungen über den Rhein nach Frankreich zu marschieren. Wenn die französischen Behörden dem ungeachtet darauf beständen, so wird der commandierende General diesen Allerhöchsten bestimmten Befehl sämtlichen Generalen, Brigadiers und Commandeurs, Stabs- und Oberoffiziers mit der Erklärung publicieren, daß Seine Königliche Majestät jeden derselben, der nicht Folge leistete, als des Ungehorsams und der darauf gesetzten Strafe schuldig ansehen werde.
3. Sollten die französischen Behörden von ihrer Übermacht Gebrauch machen, so wird der commandierende General und alle Officiers sich als Kriegsgefangene erklären, die Unterofficiers und Gemeinen aber ihrer Dienstpflicht als ledig und frei erklären, jedem aber dabei einschärfen, nicht etwa andere Dienste zu nehmen, indem sie alsdann in ihrem Vaterlande als ungehorsame Unterthanen angesehen und bei ihrer Rückkehr behandelt würden.
4. Könnte der commandierende General bei dem Übergang über den Rhein oder noch früher von der französischen Armee sich trennen, so wird derselbe den Rückmarsch in das Königreich durch jeden ihm vom Feinde freigelassenen Weg einschlagen, aber in keinem Fall sich in Unterhandlungen mit der Armee oder den Corps der russisch-preußischen verbundenen Armeen einlassen, sondern dieselben bis zur Einlangung anderer Befehle als Feinde ansehen und behandeln, so daß, wenn eine dem betreffenden Armeecorps angemessene Anzahl sich dem Rückmarsche entgegensetzen sollte, er denselben durch Gewalt zu bewerkstelligen trachten muß. Wäre der Feind sehr überlegen, so muß der commandierende General versuchen, die Rückkehr in das Königreich durch Capitulation oder Versprechen des Nichtdienens zu erhalten, in keinem Fall aber irgendeine Verbindlichkeit zu Gunsten der feindlichen Armeen eingehen und sich im äußersten Fall als Krieggefangene ergeben.“
zitiert nach Karl Spieß, Hans Ritter, S. 198 ff.

## Gefecht bei Kitzen
Arrighi beauftragte am 15. Juni 1813 die württembergischen Truppen, von Leipzig aus in vier Kolonnen Streifzüge gegen die Freikorps der Alliierten, vor allem das Lützowsche Freikorps, zu führen, die sich nach dem zeitweiligen Waffenstillstand (4. Juni 1813 im schlesischen Poischwitz) noch im Rücken der Franzosen befanden. Am 16. Juni stießen württembergische Truppen (Oberstleutnant von Kechler) bei Zeitz auf das von Süden heranmarschierende Freikorps Lützow. Nach ihrer Meldung rückte am 17. eine gemischte Kolonne unter Divisionsgeneral François Fournier (1773–1827) mit einem französischen Bataillon Marine (Infanterie), 200 französischen Dragonern sowie unter Graf Normann drei württembergischen Kompanien, zwei württembergischen Schwadronen und 3 württembergischen Geschützen von Leipzig aus und traf am Abend auf die Lützower, die bei Kitzen ihr Lager bezogen hatten. Major von Lützow weigerte sich, sein Korps unter Begleitung der Truppen Fouriers nach Leipzig zu verlegen und marschierte noch am Abend ab. Als er von der württembergischen Kavallerie unter Graf Normann überholt werden sollte, fiel ein Schuss. Graf Normann befahl darauf den Angriff, bei dem rund 100 Lützower gefangen genommen und der Rest zersprengt wurde. Der Schriftsteller Theodor Körner wurde in diesem Gefecht durch einen Säbelhieb über den Kopf verwundet.
Die zeitgenössischen Berichte über dieses Gefecht widersprechen sich, da jede Seite der anderen den das Gefecht auslösenden Schuss zuschrieb. Die in Deutschland damals vorherrschende Stimmung (ebenso wie die spätere national gefärbte Geschichtsschreibung) sah im Verhalten der Franzosen einen Bruch des Waffenstillstands, diese schoben wieder die Schuld auf die Württemberger.
„Leipzig, den 14. Juni 1813.“
„Der Oberstlieutenant v. Kechler ist angewiesen, mit 200 Mann Infanterie und 100 Reitern von den württembergischen Truppen das Gelände in den nachbenannten Bezirken zu durchsuchen: von Leipzig nach Gotha, von da nach Schmalkalden, Hildburghausen, Saalfeld, Plauen, Zwickau und von da am linken Pleißeufer entlang bis Leipzig. - Nach allen Richtungen ist diese Landstrecke zu durchkreuzen, ohne feste Marschroute zu halten, um die Parteigänger, von welcher Nation sie auch seien, zu entdecken und festzunehmen, welche trotz des Waffenstillstandes auf eigene Rechnung den Krieg noch weiter führen oder sich verborgen halten in Wäldern, Höfen, Dörfern, mit dem Zwecke, nach dem Waffenstillstand plötzlich und unvermutet wieder aufzutauchen.“
„Oberstlieutenant v. Kechler wird alle möglichen Nachrichten einziehen und durch Drohungen die Behörden auf dem Lande zwingen, ihm dienliche Nachrichten zu geben. Selbst den eigenen Truppen soll er seine Marschrichtung geheim halten und auch die Zeit, die er in jeder Gegend zu verweilen gedenkt. Wenn er bewaffnete feindliche Parteien antrifft, welche sich nicht ergeben wollen so soll er sie niederschießen lassen, alle anderen aber soll er entwaffnen und gefangen nehmen und sie unter sicherm Geleite nach Leipzig bringen lassen. Die Begleitmannschaft ist dahin zu instruiren, daß auf die, welche zu entweichen suchen, Feuer zu geben ist. - Um die Infanterie rasch fortzubewegen, sollen im Bedarfsfall Wagen requirirt werden. Alle zwei Tage ist Meldung zu erstatten. Nach Beutepferden, nach Waffen und Ausrüstung ist zu fahnden.“
„Allen französischen Behörden, welche der Herr Oberstlieutenant auf seinem Wege trifft, wird er von seinem Auftrag Kenntnis geben und dienliche Nachrichten von ihnen einziehen. Er wird erst dann mit seinem Detachement den Rückmarsch antreten, wenn er entweder unmittelbar von mir den Befehl dazu erhalten hat oder durch die Vermittlung des kommandirenden württembergischen Generals in meinem Auftrag.“
„General Herzog von Padua I.C. Arrighi“
Zitiert nach Pfister
„Leipzig, den 23. Juni 1813.“
„An den König.“
„Eurer königlichen Hoheit wird der General v. Doering schon gemeldet haben, daß am 15. d. vier mobile Kolonnen von Leipzig abgegangen sind, um die russisch-preußischen Parteigänger, die sich diesseits der Elbe befinden, zu fangen oder zu vernichten. Am 17. Juni früh ließ mich der Herzog von Padua holen und gab mir den Befehl, mit zwei Eskadrons, drei Compagnien und drei Piecen sogleich aufzubrechen, um unter dem Kommando des Divisionsgenerals Fournier, der ein französisches Bataillon und 200 Dragoner bei sich hatte, einem preußischen Corps, das von Gera gegen Zeitz und Pegau marschire, entgegenzugehen. Abends erfuhren wir, daß dasselbe in Kitzen, unweit Lützen stehe.“
„Ich bekam den Befehl, mit den zwei württembergischen Eskadrons und zwei Compagnien das Dorf, ohne den ersten Schuß zu thun, zu besetzen, die Parlamentaire aber an den Divisionsgeneral zu schicken. Vierhundert Schritt von Kitzen sah ich, daß die Preußen links vom Dorfe auf dem Weg nach Leipzig in Schlachtordnung standen; die Bagage dieses Corps aber schon den Weg nach Leipzig einschlug. Die Abenddämmerung war schon eingetreten; ich sah jedoch noch, daß mir fünf Eskadrons entgegenstanden und daß bei der Bagage noch starke Eskorte war.“
„Ich formirte meine Kavallerie und Infanterie in zwei Kolonnen und rückte so weiter vor. Nun kam mir der preußische Major v. Lützow, der dieses Corps kommandirte, mit einem Trompeter entgegen und fragte: Was dieses bedeute und ob ich ihn angreifen würde? - Ich antwortete: Ich habe Befehl, bis in das Dorf, wo Sie stehen, zu marschiren; da ich Sie nun hier finde, werde ich bis vor ihre Linie rücken und die weiteren Befehle abwarten. Sie selbst können zum Divisionsgeneral gehen, und ich werde, da ich dazu keinen Befehl habe, Ihre Truppen in dieser Zeit nicht angreifen. Major v. Lützow ritt nun zu dem Divisionsgeneral zurück.“
„Auf zwanzig Schritt von der feindlichen Front hielt ich an, ließ die Infanterie rechts der Straße deployiren und stellte die drei Piecen, die indessen angekommen waren, links auf eine kleine Anhöhe unter dem Schutz derselben; die Kavallerie stellte sich links der Straße in Linie und der Divisionsgeneral stellte die Dragoner und französische Infanterie als zweites Treffen auf.“
„So lange ich mit dieser Aufstellung beschäftigt war, sah ich die in Reserve stehenden feindlichen Eskadrons abbrechen und ihrer Bagage folgen. Nun ritt auch der Major v. Lützow, vom Divisionsgeneral kommend, im Galopp an mir vorbei und sogleich brachen die in erster Linie stehenden feindlichen Eskadrons auch ab, um die Straße von Leipzig einzuschlagen. Kurz darauf befahl mir der Divisionsgeneral, mit den 2 Eskadrons längs dem Feinde vorzutraben und ihm zu erklären, daß er sich ergeben müsse, im Weigerungsfalle aber ihn dazu zu zwingen.“
„Es wurde schon sehr finster und ich mußte, um sie nicht aus dem Gesicht zu verlieren, sehr nahe an ihnen vorreiten. Die Preußen ritten hierauf immer schneller und ich war gezwungen, Galopp zu kommandiren. Nun fiel ein Schuß auf uns und sie fingen an, Carrière zu reiten. Ich würde sie nun einem Augenblick gar nicht mehr gesehen haben, wenn ich nicht Marsch! Marsch! kommandirt hätte. Ohne Säbelhieb konnte es bei der eingetretenen Finsternis nicht abgehen; auch konnte Reih und Glied wegen der tiefen Gräben an der Straße nicht gehalten werden. Die Preußen stellten sich bei einem Dorfe und drohten in die linke Flanke zu fallen. Dieses zwang mich, die französischen Dragoner zur Deckung derselben vorzurufen. Was nicht auf der Straße selbst war, konnte der tiefe Gräben wegen nicht in das Dorf kommen. Es gab einen kleinen Halt, während dessen die Preußen nicht aufhörten zu schießen, die unsrigen aber ihnen zuriefen: sie sollten absitzen und sich ergeben, so würde man ihnen nichts thun.“
„Sobald unsere linke Flanke völlig gedeckt war, befahl ich dem Oberst, Prinz von Wallerstein, nun, da sie sich nicht ergeben wollten, förmlich einzuhauen. Der Oberst sprengte mit der möglichst gesammelten Mannschaft über den Graben und das ganze feindliche Corps zerstreute sich. Es war zu finster, um die Verfolgung fortzusetzen. und der Divisionsgeneral befahl in Knautnauendorf, ohnweit von dem Dorfe zu biwakiren.“
„Den 18. Juni früht erhielten wir die Nachricht, daß ohnweit Leipzig etwa 160 Mann des preußischen Corps über die Elster gegangen wären, welche wir verfolgen mußten, und ich streifte so bis gestern abends zwischen Leipzig, Halle, Dessau und Düben, wo ich den Befehl erhielt, für meine Person nach Leipzig zurückzukehren, durch die zwei Eskadrons die vier mobilen Kolonnen zu verstärken, die Infanterie und die drei Piecen aber nach Dessau dem General Doering zu schicken. Heute früh (23. Juni) erhielt ich den Befehl von dem Herzog, die mobilen Kolonnen noch weiter zu verstärken, so daß jetzt bei jeder derselben zwei Eskadrons sind.“
„Von unserer Seite blieb am 17. Juni 1 Jäger tot; verwundet: 1 Offizier und 6 Mann. Dagegen haben wir 10 Offiziere und gegen 100 Mann gefangen [Unter den Gefangenen fanden sich drei württembergische Deserteure, welche späterhin abgeurtheilt wurden] und 65 Pferde erbeutet. Die Pferde sind in dem erbärmlichsten Zustande.“
„Graf Normann“
Zitiert nach Pfister
„Eurer Excellenz“
„habe die Ehre, die verlangten Angaben über die Affaire mit dem Lützowschen Corps zu übersenden. Noch muß ich Eurer Excellenz folgendes, was ich nicht in der Geschichtserzählung bemerken wollte, anführen. - Der General Fournier hatte mir die Befehle, die er wegen des Verhaltens gegen dieses Corps erhalten hatte, nur unter dem Siegel der größten Verschwiegenheit stückweise gesagt oder lesen lassen. Ich konnte daher dem Major v. Lützow unmöglich mehr sagen, als ich wirklich Befehl hatte. Uebrigens glaubte ich ihm dadurch, daß ich mit gezogenem Säbel gegen ihn marschirt bin, daß ich hartnäckig auf dem Vorrücken bestanden und auf zwanzig Schritt vor seiner Front die Kanonen abprotzen und das Ladzeug zur Hand nehmen lassen, nur zu viel gezeigt zu haben, was seinem Corps bevorstehen könnte.“
„Währenddessen der Major v. Lützow bei dem Divisionsgeneral war und ich von wenigstens zehn preußischen Offizieren umgeben vor der Front stand, kam eine französische Ordonnanz und brachte mir folgenden mündlichen Befehl: Le général vous fait ordonner de faire arreter à son retour le colonel, qui parle dans ce moment avec lui.“
„Ich ritt sogleich von den preußischen Offizieren, welche diesen Befehl alle gehört, aber vermutlich aus Mangel an Sprachkenntnis nicht verstanden haben müssen, weg und sagte der Ordonnanz, er möchte dem General sagen, daß ich dies nicht thun könnte, indem ich dem Major v. Lützow mein Wort zu seiner Sicherheit gegeben hätte.“
„Als ich den Befehl erhielt, links vorzutraben, um die Tete zu erreichen, war es schon ganz Nacht, die Kolonne war wenigstens 1 1/2 Viertelstunden lang; die französischen Dragoner folgten nur im Schritt, die Infanterie konnte noch weniger folgen; ich wäre also, wenn sie mich ruhig hätten vorbeitraben lassen, mit zwei Eskadrons gegen fünf auf eine halbe Stunde von allem Soutien gestanden. Es war mir daher nicht ganz unlieb, daß die Preußen den ersten Schußt thaten.“
„Der General Fournier hat mir anfänglich Vorwürfe gemacht, daß ich den Major Lützow nicht beim Parlamentiren arretirt hätte. Ich habe ihm natürlich geantwortet, daß ich mein Wort nicht brechen konnte und daß er selbst es hätte thun können. Später erklärte er mir, er hätte in meinem Fall ebenso gehandelt, er hätte aber geglaubt, seine Pflicht zu thun, indem er mir den Befehl gab, den Major zu arretiren. Der Herzog von Padua hat mir etliche Tage darauf, als ich nach Leipzig kam, gesagt: ich hätte den Lützow entschlüpfen lassen, weil ich mit ihm verwandt sei. Ich sagte ihm nun, daß ich nicht mit ihm verwandt sei und daß ich mein Ehrenwort nicht hätte brechen können, welches er auch nachher billigte. Uebrigens beweist es doch, daß die französischen Generale die Schuld des Entschlüpfens des Majors v. Lützow haben wollen ganz auf mich schieben.“
„In den Angaben der Preußen über diese Affaire scheint es, daß ich etlichemal mit dem Oberstlieutenant v. Kechler, der eine mobile Kolonne kommandirt hat, verwechselt worden bin. Denn dieser hat den Tag über schon mit dem Major v. Lützow in Unterhandlungen gestanden, abends aber keinen Teil an der Affaire genommen.“
„Graf Normann“
Zitiert nach Pfister
„Schönau, den 18. Juni 1813, 4 Uhr morgens.“
„Den verlangten ausführlichen Bericht über die Affaire bei Kitzen habe ich die Ehre Eurer Exzellenz vorzutragen. - Gestern früh 10 Uhr bin ich behufs Ausführung der Befehle Eurer Exzellenz von Leipzig abmarschirt mit 1100 Mann Infanterie, 420 Reitern und 3 Geschützen; Richtung des Marsches auf Pegau. Nachrichten, welche ich über den Marsch des Lützowschen Corps erhielt, bestimmten mich, die Richtung zu ändern; eine Meile von Zwenkau ließ ich gangbare Furthen aufsuchen und zog mit aller Beschleunigung nach Lützen. Weder die Behörden noch die bessern Einwohner in Lützen wollten etwas vom Erscheinen des Feindes in der Nähe der Stadt wissen. Durch den Gendarmeriewachtmeister von Lützen wurden endlich ein paar Frauen vorgeführt, nach deren Aussagen ich vermuten konnte, daß das Corps Lützow sich bei Kitzen herum finden könnte; andere Nachrichten, welche ich um dieselbe Zeit durch den württembergischen Oberstlieutenant erhielt, der die mobile Kolonne bei Zeitz führt, und der den Bewegungen des Gegners gefolgt ist, bestätigten meine anfänglichen Vermutungen; ich marschirte demnach auf das Dorf Kitzen zu, 1 1/2 Lieues von Lützen.“
„Der württembergische General Graf Normann hatte dabei die Spitze mit der Kavallerie, ich gab ihm auf, gegen Kitzen vorzurücken und das Dorf zu durchreiten; ich fügte bei, er solle jedem Parlamentär eröffnen, daß er nichts Feindseliges begehen werde, daß aber seine Befehle, die er befolgen müsse, dahin lauten, in das Dorf Kitzen einzudringen. Es war 8 1/2 Uhr abends. - Da präsentirte sich der Major Lützow selbst und verlangte zu wissen, ob man den Waffenstillstand anerkennen wolle oder ihn zu brechen beabsichtige; wiederholte diese Frage und fügte bei, daß er ohne jede Schwierigkeit an französische Truppen und französischen Generalen vorbeimarschirt sei.“
„Ich antwortete ihm, daß meine Befehle dahin lauten, den Waffenstillstand anzuerkennen, zu respektiren und respektiren zu lassen, aber daß diese selben Befehle, über die mir kein Urteil und keine Deutung zusteht, mir bezüglich des Corps von Lützow vorschreiben, seinen Marsch festzulegen und ihm aufzugeben, mir mit der ganzen Kolonne nach Leipzig zu folgen, wo die nötige Auseinandersetzung mit dem Herzog von Padua erfolgen wird.“
„Der Major Lützow antwortete, er beanspruche seine Marschrichtung wählen zu dürfen, er sei frei in diesem Punkt; sobald ich seinem Marsche ein Hindernis bereiten würde, so würde er zu kämpfen wissen. Ich wies den Major Lützow auf das Mißliche dieses Entschlusses hin und bemerkte ihm, daß, so wie die Lage der kriegführenden Armeen im Augenblicke sei, in meinem Vorschlag weder eine Feindseligkeit noch einen Beleidigung liege, daß ich im übrigen den Kampf nicht scheue. Er zog sich im Galopp zu seiner Truppe zurück, die rückwärts von Kitzen in Schlachtordnung stand, und ich marschirte unmittelbar auf sie zu, ohne aber Feuer zu geben.“
„In dem Augenblick, wo der General Normann Befehl erhielt, an der linken Flanke der Kolonne Lützow vorzureiten und die Spitze zu erreichen, ohne sie anzugreifen, ließ der Major Lützow Feuer auf den General Normann geben, welcher, ohne zu antworten, jetzt scharf einzuhauen begann. Das Handgemenge war blutig und hartnäckig, aber der Anblick des Marinebataillons, welches im Sturmschritt anrückte, unter den Rufen: Vive l’empereur! entschied die Flucht des Feindes, welcher im Galopp nach verschiedenen Richtungen aus einander floh. Ich folgte der stärksten Kolonne und erreichte um Mitternacht Knautnauendorf, wo ich die Truppen biwakiren ließ. Sie waren von Müdigkeit überwältigt. Das Marinebataillon hatte 14 Lieues gemacht.“
„Den Spuren des Feindes folgend, habe ich diesen Morgen 5 Uhr Knautnauendorf verlassen. Ich habe mich versichert, daß der auf Merseburg geht; ich werde heute abend in Merseburg sein und morgen werde ich die Jagd auf das vagabundirende Corps fortsetzen.“
„Im Kampfe bei Kitzen hat dies Corps 12 Offiziere verloren, 70 Reiter wurden gefangen, 30 getötet, 100 Pferde sind in unseren Händen. Von unserer Seite sind 5 tot, 25 verwundet.“
„Ich mache hauptsächlich den Prinzen namhaft, der als Oberstlieutenant bei den württembergischen Chevauxlegers steht, einen jungen Mann von 21 Jahren und von glänzender Tapferkeit, und den Kommandeur des Marinebataillons.“
„Le général Fournier.“
Zitiert nach Pfister
„Man hat über diese mitten im Waffenstillstande vorgefallene Begebenheit verschiedene Urteile gefällt. Ich führe eine Autorität an, die schwerlich zu bestreiten sein wird. Der Dichter Theodor Körner, damals Adjutant bei Lützow, war in dem Gefechte verwundet worden, hatte sich aber gerettet und war nach Gnandstein zu dem Herrn von Einsiedel entkommen und von da glücklich weiter nach Böhmen.“
„Die Berühmtheit des jungen Mannes hatte eigentlich den ganzen Ruf des Lützowschen Korps gemacht. Er selbst war sehr unzufrieden mit dem Ganzen und hatte Herrn von Einsiedel versichert, dass, wenn er sich losmachen könnte, er nicht wieder zu diesem verwahrlosten Trupp gehen würde. Von dem Unfall bei Leipzig hatte er die Schuld teils Lützow, noch mehr aber der geringen Zucht des Korps beigemessen.“
„Der Waffenstillstand war ihnen bekanntgemacht, auch ein sächsischer Offizier bei ihnen angekommen, um sie über die Demarkationslinie zu führen.“
„Nach einigen Großsprechereien, dass er den Waffenstillstand nicht anerkenne, hatte doch endlich Lützow sich bequemt, dem Offizier zu folgen. Aber er war nicht imstande, sich Gehorsam zu verschaffen. Das Korps fuhr fort, in Sachsen zu requirieren, und blieb nicht auf der vorgeschriebenen Linie, sondern wandte sich gegen Leipzig.“
„Arrighi geriet darüber in große Furcht, glaubte, sie wollten die Stadt erobern, und schickte eine oder gar zwei württembergische Brigaden aus, ihnen zur Seite zu bleiben.“
„Lützow fing nun selbst an zu fürchten und ließ sich in Unterhandlungen ein.“
„Schon war der größte Teil bei den Württembergern vorbeigezogen, als die letzten in Streit gerieten und, wie Körner versichert hat, die Tätlichkeiten anfingen und zuerst schossen. Ihn hatte Lützow gleich zurückgeschickt, um Ruhe zu stiften, aber er hatte schon alles im Handgemenge gefunden und war verwundet vom Pferde gesunken. Lützow hatte sich mit einem Teile, der schon einen Vorsprung hatte, gerettet, die übrigen waren teils niedergehauen, teils gefangen worden. So hat es Körner dem Herrn von Einsiedel erzählt, von dem ch es wenig Tage nachher wiedererfahren habe. - So ein elender Mensch auch Arrighi war, so fällt demnach die Schuld des Vorgangs zur größeren Hälfte auf die Unordnungen und den Mangel an Gehorsam des Lützowschen Korps selbst.“
Zitiert nach dtv

## Der Wechsel
Noch Anfang Oktober hatte Graf Normann vom König die Weisung erhalten, „die Truppen äußerst zu schonen, platterdings nicht zu sakrifizieren, auf seine Verantwortlichkeit zu menagieren und sich mit Generallieutenant Graf Franquemont in Verbindung zu setzen und dessen Befehle auf das Genaueste zu befolgen“. Am Morgen des 18. Oktober 1813 stand die Brigade Normann bei Taucha, ca. 10 Kilometer von Leipzig entfernt. Normann hatte Kenntnis vom Übertritt sächsischer und westfälischer Truppen zur Allianz. Da ihm ein überlegener Feind gegenüberstand und ihn eine (wie sich später herausstellte, zweideutige) Anweisung Franquemonts nicht rechtzeitig erreichte, entschloss er sich, unterstützt von den beiden Regimentskommandeuren Prinz Öttingen-Wallerstein und von Mylius, zum Wechsel auf die Seite der Allianz. Noch am gleichen Abend meldete er diesen an König Friedrich.
„Im Biwak 1 ½ Stunden von Leipzig, den 18. Oktober. – Eurer Majestät berichte ich allerunterthänigst, daß ich mich diesen Morgen in einer Lage befand, die mich nicht zweifeln ließ, daß die Brigade fruchtlos vollends ganz aufgeopfert würde. Schon am 16. Oktober war das VI. Corps gänzlich zersprengt und wir fanden nur in der Flucht unsere Rettung; heute wurde es mit überlegener Macht angegriffen und ich mit der ganzen Brigade abgeschnitten. Von allen Seiten drangen die verbündeten Mächte siegreich vor, und ich konnte in diesem Augenblicke die Reste der Brigade nur durch Übergehen retten. Ich wurde sogleich zu den beiden kaiserlichen Majestäten geführt und habe die Erlaubnis erhalten, passiv bewaffnet hinter den verbündeten Armeen zu verbleiben, bis die Umstände ins Vaterland zurückzukehren erlauben oder bis Eure Majestät über die Brigade bestimmt haben werden. – Der Drang der Umstände entfernte mir alle Möglichkeiten, mit General Graf Franquemont mich in Kommunikation zu setzen, ich mußte rasch und für mich handeln, und fand dieses einzige Mittel, dem Vaterland 600 brave Männer zu erhalten.“
zitiert nach Seeger, Zweitausend Jahre schwäbisches Soldatentum, S. 112

## Folgen des Wechsels
Die Brigade marschierte ins Königreich zurück und erreichte am 13. November Ochsenfurt. Graf Normann-Ehrenfels erfuhr hier durch einen Brief seines Bruders, dass er in Ungnade gefallen war, und von einem ihm entgegengesandten württembergischen Generalleutnant, dass er ihn auf württembergischem Boden verhaften solle. Nach Unterrichtung seiner Offiziere befahl er den Weitermarsch der Brigade nach Mergentheim für den folgenden Tag. Er selbst verließ die Brigade am 14. November um 02:00 Uhr nachts und hinterließ einen Tagesbefehl, in welchem er seine Abreise begründete und sich verabschiedete: „Soldaten, ich muß euch verlassen, ich fühle in diesem Augeblick zu sehr, wie hart es ist, sein Vaterland zu verlieren, um auch nur einen von euch in mein Schicksal ziehen zu können. Kehrt zurück ins Vaterland, unterwerft euch in Demut dem Willen des Königs.“ Graf Normann-Ehrenfels selbst ging nach Sachsen.
Obwohl sich König Friedrich bereits politisch von Napoleon abgewandt hatte, reagierte er heftig auf den eigenmächtigen Wechsel der Brigade. Bei ihrer Rückkehr am 16. November 1813 wurde die aus Heilbronn ankommende Brigade bei Eglosheim auf dem freien Feld durch württembergische Truppen umstellt und entwaffnet. Sie zog, von einem Infanterie-Regiment eskortiert, zu Fuß in Ludwigsburg ein, während die Artillerie die Pferde und Waffen in die Stadt brachte.
Die beiden Reiter-Regimenter sollten ursprünglich aufgelöst, die Mannschaften auf die verbleibenden verteilt und diese neu nummeriert werden. Durch den Bedarf an Truppen geschah dies aber nur teilweise. Tatsächlich wurden nur die beiden Kommandeure entlassen, die Regimenter selbst wurden umbenannt, das Leib-Chevauxlegers-Regiment Nr. 2 in Jäger-Regiment zu Pferd Nr. 4 Prinz Adam und das Jäger-Regiment zu Pferd Nr. 4 König in Jäger-Regiment zu Pferd Nr. 5 (1816 aufgelöst).

## Weitere politische Entwicklung
Nach der Niederlage Napoleons in Leipzig beteiligte sich König Friedrich auch offen an der Koalition.
Bereits am 26. Oktober 1813 marschierte ein württembergischer Verband unter General von Walsleben (Infanterie-Regiment Nr. 4, Infanterie-Regiment Nr. 7, einige Kompanien des Leichten Infanterie-Regiments Nr. 10, Jäger-Regiment zu Pferd Nr. 3 Herzog Louis und 2. Fußbatterie) zum österreichisch-bayerischen Korps Graf Wrede an den Oberrhein. Am 2. November wurde in Fulda der „Vertrag über die militärische Allianz zwischen Württemberg und Österreich“ abgeschlossen, mit dem Württemberg offiziell in das Lager der Koalition wechselte.

## Verweise